# Distretto di Nong Wua So
Il distretto di Nong Wua So (in thailandese: หนองวัวซอ) è un distretto (amphoe) della Thailandia, situato nella provincia di Udon Thani.